# Norma Foley
Norma Foley (ur. 1970 w Tralee) – irlandzka polityk, nauczycielka i samorządowiec, działaczka Fianna Fáil, deputowana, od 2020 minister.

## Życiorys
Córka polityka Denisa Foleya. Absolwentka University College Cork. Pracowała jako nauczycielka w szkole średniej Presentation Secondary School w Tralee, którą sama wcześniej ukończyła.
Podjęła działalność polityczną w ramach ugrupowania Fianna Fáil. Wybierana na radną swojej rodzinnej miejscowości, trzykrotnie pełniła funkcję burmistrza. Od 2004 była także radną hrabstwa Kerry. W 2020 po raz pierwszy została wybrana do Dáil Éireann. Z powodzeniem ubiegała się o poselską reelekcję w wyborach w 2024.
W czerwcu 2020 objęła stanowisko ministra edukacji w rządzie Micheála Martina. Pozostała na tej funkcji w grudniu 2022, gdy na czele gabinetu zgodnie z porozumieniem koalicyjnym stanął Leo Varadkar. Utrzymała ją również w utworzonym w kwietniu 2024 rządzie Simona Harrisa. W styczniu 2025 w powołanym wówczas drugim gabinecie Micheála Martina została natomiast ministrem ds. dzieci, niepełnosprawnych i równości.